# راکستون، بدفوردشر
راکستون (به انگلیسی: Roxton) یک روستا و محله مدنی در بریتانیا است که در Bedford واقع شده‌است. راکستون ۳۴۸ نفر جمعیت دارد.